# Leandro Bassano
 Leandro Bassano, vlastním jménem Leandro da Ponte (10. června 1557 Bassano del Grappa – 15. dubna 1622 Benátky) byl italský malíř benátské školy z období manýrismu, příslušník poslední ze tří generací malířské rodiny Bassanů.

## Život
Byl nejmladším ze čtyř synů malíře Jacopa Bassana a Elisabetty Merzariové, vnukem malíře Francesca Bassana staršího. Vyučil se v otcově dílně, do svých obrazů převzal typickou bassanovskou tematiku venkova, mnohafigurové kompozice lidí se zvířaty, typy postav, styl, barevnost i techniku malby. Otcovy obrazy také kopíroval. Spolupracoval se svými bratry-malíři Francescem a Giambattistou. Kromě toho se věnoval portrétům a individuálním figurám z dějin a mytologie. Pracoval pro benátské panstvo a pro dóžata v Benátkách, za své zásluhy jimi byl povýšen do šlechtického stavu rytíře.

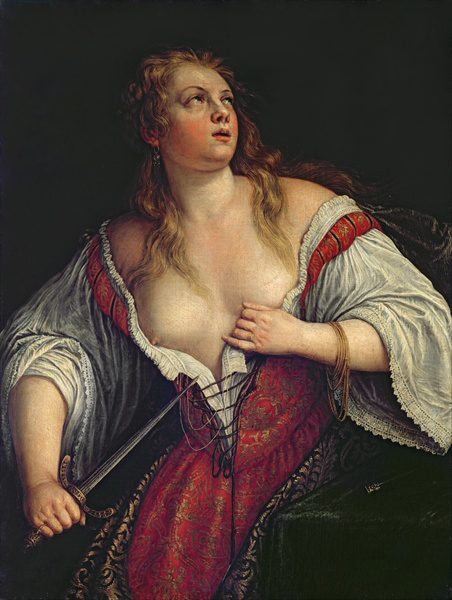
Sebevražda Lukrécie

## Výběr z díla
- Nástup zvířat do Noemovy archy (spolu s otcem a bratrem Francescem)
- Alegorie Čtyř živlů Země – replika otcova obrazu; Walters Art Museum Baltimore
- Sebevražda Lukrécie
- Sv. Augustin ve slávě mezi sv. Antonínem, Terezií a Mikulášem, chrám San Geremia, Benátky
- Září, Říjen, z cyklu Dvanácti měsíců, který byl celý získán do Obrazárny Pražského hradu roku 1732 z Vídně. [2]
- Mojžíšův zázrak s pramenem vody; (SKD Drážďany; Louvre Paříž)
- Svatba v Káni Galilejské; Městské muzeum Vicenza
- Odchod Izraelitů do Kanaánu; Rijksmuseum Amsterdam

## Galerie

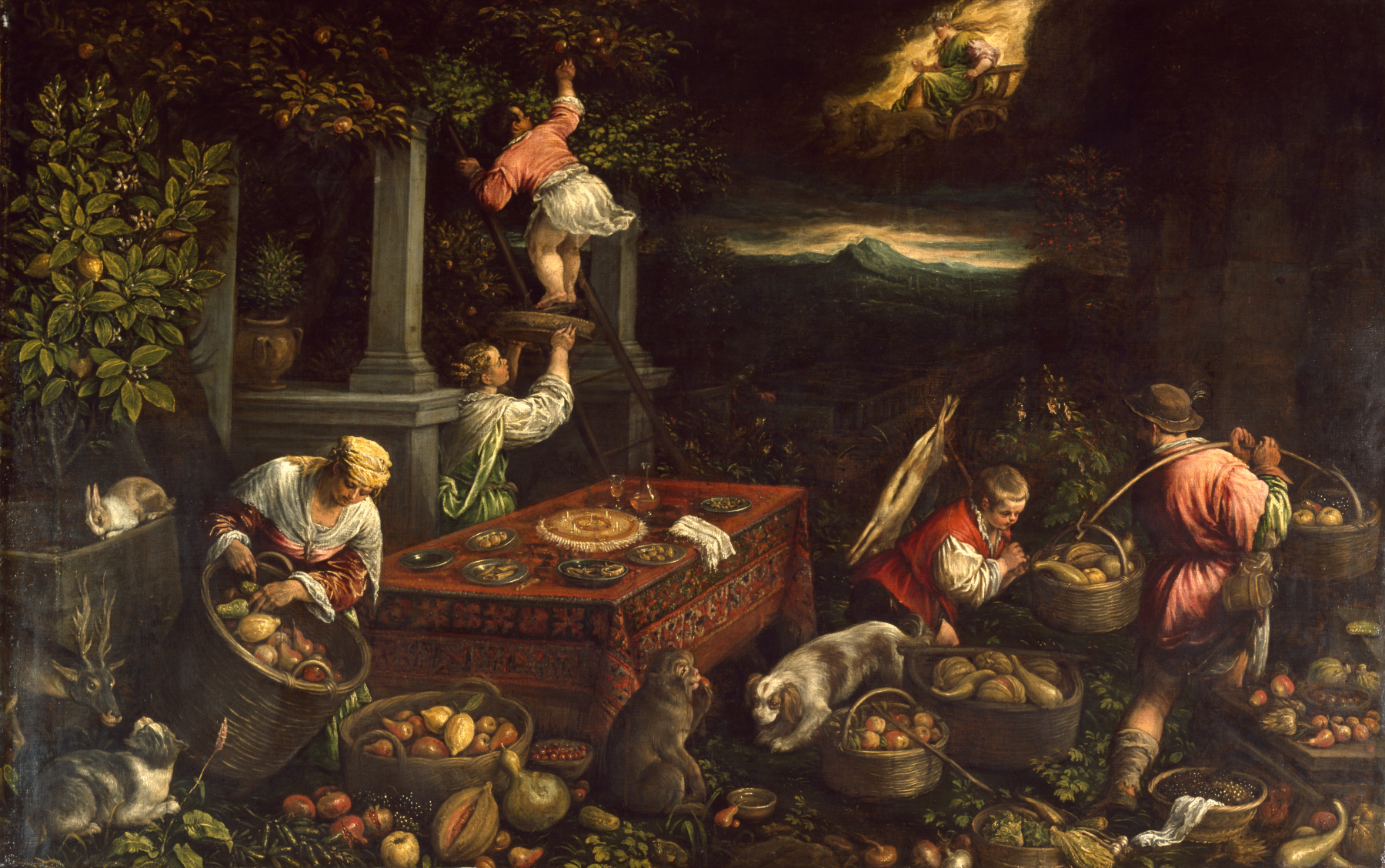
Alegorie Čtyř živlů
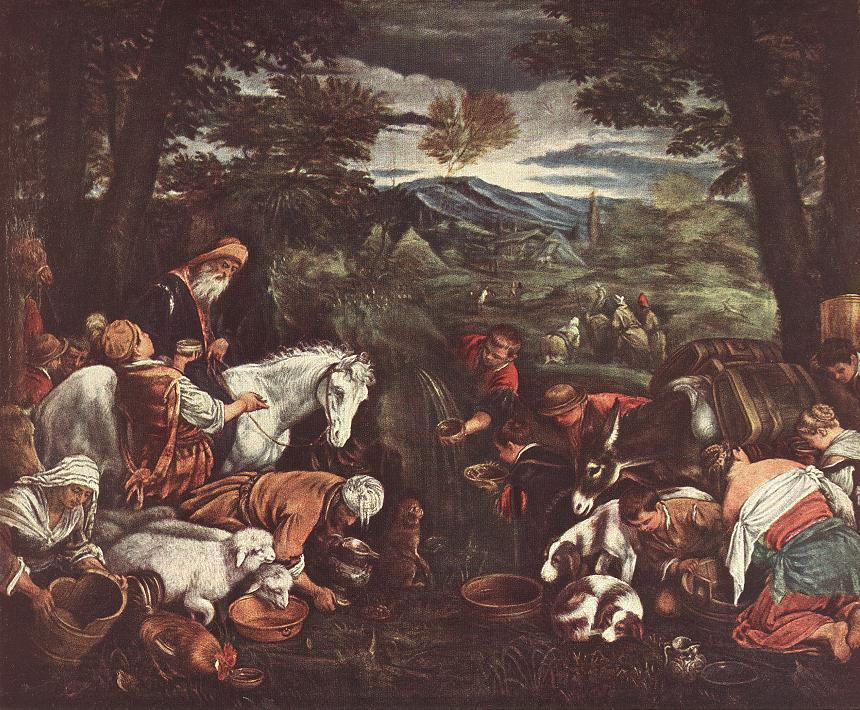
Mojžíšův zázrak